# Tropihypnus
Tropihypnus là một chi bọ cánh cứng trong họ 
Elateridae.
Chi này được miêu tả khoa học năm 1905 bởi Reitter.

## Các loài
Các loài trong chi này gồm:
- Tropihypnus bicarinatus Fleutiaux, 1908
- Tropihypnus bimargo (Reitter, 1896)
- Tropihypnus chatterjeei (Fleutiaux, 1928)
- Tropihypnus gardneri (Fleutiaux, 1928)
- Tropihypnus himargo Stibick, 1968
- Tropihypnus namsooa Stibick, 1968
- Tropihypnus punjabae Stibick, 1968
- Tropihypnus rungbongi Stibick, 1968
- Tropihypnus unicolor Gurjeva, 1987